# غاو كولونيا آخن
اغاو كولونيا آخن (بالألمانية: Gau Köln-Aachen ) كان قسمًا إداريًا لألمانيا النازية من 1933 إلى 1945 في الجزء الشمالي الأوسط من مقاطعة الراين البروسية. قبل ذلك، من عام 1931 إلى عام 1933، كان التقسيم الإقليمي للحزب النازي في تلك المنطقة.

## التاريخ
تم إنشاء نظام النازي جاو في الأصل في مؤتمر للحزب في 22 مايو 1926، من أجل تحسين إدارة هيكل الحزب. منذ عام 1933 وما بعده، بعد الاستيلاء النازي على السلطة، حل الجاو محل الولايات الألمانية كتقسيمات إدارية في ألمانيا. 
على رأس كل جاو، هناك غاوليتر ذو صلاحيات شبه مطلقة. كل غاولتير محلي غالبًا ما كان يشغل مناصب حكومية بالإضافة إلى مناصب حزبية وكان مسؤولًا، من بين أشياء أخرى، عن الدعاية والمراقبة، ومنذ سبتمبر 1944 فصاعدًا، فولكسستورم والدفاع عن الغاو.  
تم شغل منصب الغاولايتر في كولونيا آخن من قبل جوزيف غروهي طوال تاريخ غاو.   قام غروهي بمحاولة انتحار في نهاية الحرب، هرب باسم مستعار، تم القبض عليه في عام 1946 وحكم عليه بالسجن لمدة أربع سنوات ونصف لكنه لم يتوب عن آرائه وتوفي في عام 1987. 
كان للغاو حجم 7,100 كيلومتر مربع (2,741 ميل مربع) ويبلغ عدد سكانه 2,300,000، مما وضعه في منتصف الجدول للحجم والسكان في قائمة الغاوات. 